# 九五式戰鬥機
九五式戰鬥機 (簡稱:九五戰、盟軍代號:Perry) 是日本陸軍最後的雙翼戰鬥機。1934年，中島和川崎爭奪作為日本陸軍新式戰鬥機，雖然中島的Ki-11單翼戰鬥機比川崎的Ki-10雙翼戰鬥機速度更快，但Ki-10有著更佳的格鬥和爬昇性能而得標，日本陸軍把Ki-10命名為九五式戰鬥機，因為1935年是日本皇紀2595年，九五式戰鬥機可說是九二式戰鬥機的改良型，大幅減輕其重量和風阻以及採用金屬製三葉螺旋槳而成。

## 主要型號
- 九五式戰鬥機一型

九五式最初期型，一型生產了300架。
- 九五式戰鬥機二型

加長機身長度，改善其穩定性，二型生產了288架。

## 基本資料
- 機長: 7.2米(一型)/7.55米(二型)
- 翼展: 10.02米
- 機高: 3米
- 翼面積: 23平方米
- 空重: 1,360公斤
- 最重: 1,740公斤
- 發動機: 川崎 Ha-9-II甲(850匹馬力)
- 最快時速: 400公里/小時(在3000米高空)
- 航程: 1,100公里
- 昇限: 11,500米
- 爬昇率: 1,000米/分鐘
- 翼載: 75.7公斤/平方米
- 武裝:兩挺機頭7.7毫米口徑八九式機槍

## 實戰

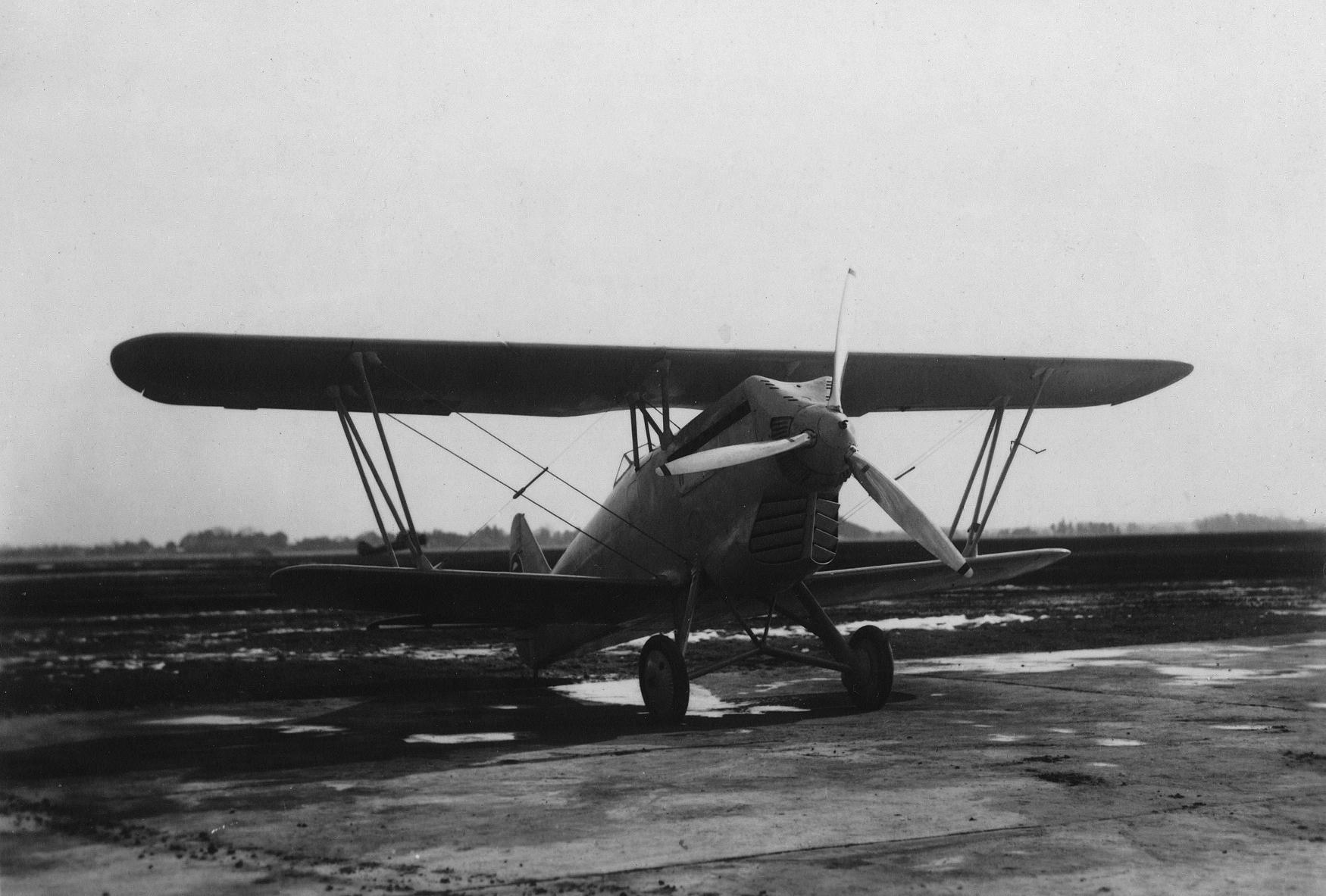
九五式戰鬥機

九五式戰鬥機在中日戰爭前已配備給駐滿洲國的關東軍，中日戰爭開始後，日本海軍航空隊主打華東和華南而日本陸軍航空隊的主戰場在華北，配備九五式的日本陸航首先進駐錦州和山海關。7月11日支援陸軍地面部隊攻打天津，8月下旬進駐張家口和高陽的機場，直接威脅山西太原和大同。9月19日，日軍九五式和國軍戰機在大同相遇，日軍宣稱擊落四架中華民國空軍戰機，9月21日，日軍15架九五式和9架九三式重轟炸機一起空襲太原，國軍7架霍克II迎敵，國軍飛行員陳其光擊落了日機隊長三輪寬的座機。
10月1日，關東軍第2大隊和剛從日本本土調來的第8大隊所屬的九五式又進犯太原，日軍宣稱擊落兩架中國戰機和一架轟炸機，不過國軍否認當日有損失，12月攻下南京後，日軍九五式戰鬥機進駐南京大校場機場，之後以南京作為基地出擊華中，包括支援徐州會戰。
1938年蘇聯志願航空隊來華參戰，其使用的SB-2轟炸機數度轟炸南京的日軍機場以削減其對華中的威脅，3月10日，3架SB-2被九五式全部擊落，3月14日在蕪湖上空一架SB-2被兩架九五式擊落，機上所有蘇聯飛行員都成為俘虜，5月11日，10架九五式低飛掃射亳州機場的5架國軍I-16（當時國軍還以為是日本海軍九六式艦上戰鬥機）。
1938年7月，武漢會戰開始，8月21日，6架九五式偷襲武漢機場，中國空軍和蘇聯飛行員駕駛I-16緊急昇空迎敵，但三名中國空軍隊長不幸陣亡，10月2日，中蘇空軍轟炸羅山地區的日軍砲兵陣地以支援田家鎮攻防戰，日軍三架九五式擊落了兩架SB-2轟炸機，第二日，7架原本要轟炸田家鎮外圍日軍船隻的SB-2轟炸機在羅山上空遇上九五式，慌張之下各自逃命（由於和護航的I-16失散），結果只有三架安全飛回衡陽機場，而機槍射手宣稱擊落了一架九五式。
10月底武漢會戰結束，日軍攻佔武漢，九五式改為負責武漢的空防，1939年發生日蘇諾門罕戰役，雖然駕駛九五式的日軍飛行員早在中國已和I-15以及I-16交過手，但明顯的參加此戰的蘇聯飛行員技術更高，九五式竟處於劣勢，之後被九七式戰鬥機取代。

## 國軍口中的日本菲雅特
早在中國戰場時，九五式已被國軍飛行員誤以為是意大利菲雅特CR.32戰鬥機，因為兩者外表相似，而在1940年，日本軍方為了拍攝在中國戰場的宣傳電影《燃燒的天空》，把九五式改為中國國民黨青天白日徽去扮演中華民國空軍的CR.32戰鬥機，而在戰後此片竟然反客為主成為中國抗日電影《中國之怒吼》裡面中國戰機大戰日軍戰機的片段。

## 日本海軍的九五式戰鬥機
當時在日本皇軍當中有另一種九五式戰鬥機，中島A4N九五式艦上戰鬥機，兩者常被混淆，因為都是在日本皇紀2595年(1935年)被採用，故都被稱為九五式。